# Esther Abrami
Pour les articles homonymes, voir Abrami.
Esther Abrami, née le 16 octobre 1996 à Aix-en-Provence, est une violoniste classique et compositrice,.

## Biographie

### Éducation
Esther Abrami fréquente tout d’abord le Conservatoire Darius-Milhaud d’Aix-en-Provence dont elle sort diplômée en 2010. Elle poursuit sa formation musicale à l’École de musique de Chetham (Manchester), puis, en 2015, au Royal College of Music de Londres. En 2016, elle termine ses études avec l’obtention d’un diplôme de master au Conservatoire royal de Birmingham (en).

### Carrière
En 2022, elle publie son premier album, Esther Abrami, chez Sony Classical et fait une apparition en tant que « Rising Star » au Royal Albert Hall de Londres, où elle interprète The Lark Ascending de Ralph Vaughan Williams.
Elle est nommée « Artist in Residence » et « Creative Partner » à l’English Symphony Orchestra, avec des apparitions en solo dans le programme de concerts de la saison 2023/2024 ainsi qu'un engagement en tant que mentor et enseignante dans le programme jeunesse de l'orchestre.
En novembre 2023, elle s'est produite au Regency Ballroom (San Francisco) avec le DJ et producteur de musique français Worakls, ainsi que le 12 janvier 2024 au Festival Garosnow aux Angles et à Luchon,.
Abrami joue sur un violon du luthier français Jean-Baptiste Vuillaume, qui lui est fourni par la Beare's International Violin Society. En septembre 2024, elle se voit refuser l'embarquement sur un vol de Ryanair, son instrument étant trop grand d'un centimètre pour être accepté comme bagage à main et trop fragile pour être enregistré.

## Distinctions
- 2017 : Premier prix au concours Golden Classical Music Awards International[13].
- 2019 : Distinction aux Global Awards dans la catégorie "Social Media Superstar"[3].
- 2021 : Admission dans la série « 30 under 30 Classical Artists to Watch » de Classic FM[3]

## Discographie

### Albums
- Esther Abrami (Sony Classical, 2021)
- Cinéma avec l’Orchestre Philharmonique de la Ville de Prague, sous la direction de Ben Palmer (Sony Classical, 2023)
- Women (2025)

### EP
- Esther Abrami and Her Ensemble[14] (2022)